# La sposa occidentale
La sposa occidentale è il 18º album discografico di Lucio Battisti, pubblicato il 10 ottobre 1990 dall'etichetta discografica CBS (poi Sony Music Entertainment).

## Descrizione
Questo disco è il terzo nato dalla collaborazione tra Lucio Battisti e Pasquale Panella. In questo album si avverte l'aumentare delle atmosfere techno-dance (che d'ora in avanti non verranno più abbandonate) e l'assenza totale degli archi. A differenza dei due precedenti, e, come i due successivi, questa volta i surreali testi di Panella disegnano una sorta di concept album, incentrato su una figura femminile, la "sposa occidentale". In particolare l'omonimo brano dell'album avrà diversi passaggi radiofonici.
La copertina dell'album è completamente bianca con il disegno stilizzato di un quadro.

## Accoglienza
| Recensione             | Giudizio             |
| ---------------------- | -------------------- |
| Ondarock               | 7 / 10 – consigliato |
| Storia della musica.it | [ 5 ]                |

Con 400 000 copie vendute, ebbe un buon successo. Raggiunse il terzo posto della classifica italiana e fu il 34º album più venduto in Italia nel 1990.

## Tracce
Lato A
Testi di Pasquale Panella, musiche di Lucio Battisti.
1. Tu non ti pungi più – 5:21
2. Potrebbe essere sera – 5:18
3. Timida molto audace – 5:10
4. La sposa occidentale – 5:30

Durata totale: 21:19
Lato B
Testi di Pasquale Panella, musiche di Lucio Battisti.
1. Mi riposa – 5:56
2. I ritorni – 5:20
3. Alcune noncuranze – 6:28
4. Campati in aria – 4:54

Durata totale: 22:38

## Formazione
- Lucio Battisti - voce
- Andy Duncan - batteria
- Paul Stacey - chitarra
- Joe Skeete - basso
- John Young - tastiera
- Derek Watkins - tromba

### Produzione
- Crispin Retey - assistente
- Chris Bandy - assistente

## Classifiche

### Classifiche settimanali
| Classifica (1990) | Posizione massima |
| ----------------- | ----------------- |
| Europa            | 46                |
| Italia            | 2                 |